# Molophilus (Molophilus) eboracensis
Molophilus (Molophilus) eboracensis is een tweevleugelige uit de familie steltmuggen (Limoniidae). De soort komt voor in het Australaziatisch gebied.